# ستيف غريفين
ستيف غريفين (بالإنجليزية: Steve Griffin)‏ هو لاعب كرة قدم أمريكية أمريكي، ولد في 24 ديسمبر 1964 في ميامي في الولايات المتحدة.

## وصلات خارجية
- ستيف غريفين على موقع مرجع كرة القدم المحترفة.كوم (الإنجليزية)
- ستيف غريفين على موقع مرجع كرة القدم المحترفة.كوم (الإنجليزية)
- ستيف غريفين على موقع JustSportsStats.com (الإنجليزية)
- ستيف غريفين على موقع كلية كرة القدم في سبورتس رفرنس.كوم (الإنجليزية)